# Vertisol

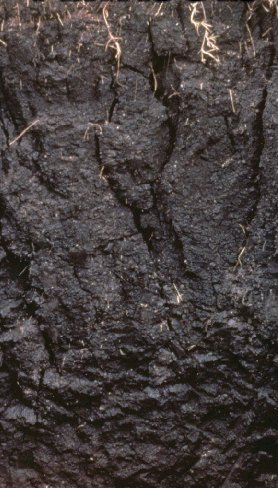
Perfil de vertisol

Un vertisol és aquell sòl, generalment negre, on hi ha un alt contingut d'argila expansiva coneguda com a montmorillonita, que forma profundes esquerdes durant les estacions seques, o fins i tot durant anys. Les expansions i contraccions alternatives causen auto-encoixinament, en què el material del sòl es barreja consistentment entre si, causant vertisols amb un horitzó A extremadament profund i sense horitzó B. Això també produeix un ascens de material intern a la superfície creant microrelleus coneguts com a gilgai.
Vertisol és un tipus de sòl que pertany a la classificació Base de Referència Mundial pels Recursos del Sòl i a la classificació dels Estats Units (USA soil taxonomy).
Els vertisols es formen típicament en roques altament bàsiques com ara basalt, en climes temporalment humits o subjectes a inundació o sequera erràtica. Depenent del material parental i del clima, poden oscil·lar del gris o vermellós al més familiar negre (terra negra a l'Argentina i a Austràlia).